# 브랜든 만
브랜든 마이클 만(Brandon Michael Mann, 1984년 5월 16일 ~ )은 미국의 전 야구 선수이자, 현 드라이브라인의 아카데미 코치이다.

## 선수 시절

### 미국 프로야구 시절
2013년에 피츠버그 파이리츠에 입단하였다.

### 일본 프로야구 시절
2019년에 지바 롯데 마린스에 입단하였다.

### 대만 프로야구 시절
2020년에 라쿠텐 몽키스에 입단하였다.

## 야구선수 은퇴 후
2021년부터 롯데 자이언츠의 2군 피칭 코디네이터로  활동했다.
1. ↑  이준영 (2022년 1월 18일). “롯데, MLB 출신 피칭 코디네이터 영입”. 국제신문. 2024년 5월 21일에 확인함.